# Die totale Therapie
Die totale Therapie és una pel·lícula alemanya-austríaca del 1996 que és una barreja de thriller i sàtira escrita i dirigida per Christian Frosch.

## Argument
El carismàtic psiquiatra Dr. Roman Romero ha desenvolupat una nova forma de teràpia grupal que anomena "Shirvia". Això pretén alliberar l'ego d'aquells factors que impedeixen que les persones es desenvolupin completament.
En una finca remota prop de St. Pölten nou dones i homes diferents es reuneixen per a un curs d'autoconeixement de dues setmanes. Cada cop es troben més sota l'encís de la teràpia i comencen a canviar. Després d'una setmana, de sobte, el Dr. Romero és trobat assassinat i comença una recerca de pànic per trobar l'autor. Al final, només queda un participant del seminari amb vida.

## Repartiment
- Blixa Bargeld: Dr. Roman Romero
- Sophie Rois: Hedwig
- Eva van Heijningen: Annegien
- Sebastian Suba: Johannes
- Lars Rudolph: Wolfgang
- Ursula Ofner: Gabi
- Walfriede Schmitt: Eva
- Haymon Maria Buttinger: Günter
- Claudia Martini: Martha
- Joey Zimmermann: Siegfried

## Producció
La pel·lícula va ser produïda per Prisma Film- und Fernsehenproduktion GmbH (Viena). La pel·lícula va ser distribuïda per primera vegada per Neue Visionen Filmverleih GmbH (Berlín).

## Recepció
La crítica va ser majoritàriament positiva.
Al lloc Spielfilm.de, Titus Beile va elogiar Die totale Therapie com "un thriller psicològic posat en escena amb una duresa despietada i un cant del cigne per a un món que s'ha descontrolat i busca desesperadament el ideal perdut d'una normalitat. Sens dubte: una pel·lícula en una classe extra!”
Claus Löser va escriure al portal en línia Filmdienst: “La pel·lícula és un debut ple d'idees que conté material per a mitja dotzena de pel·lícules. El fet que, amb una durada de dues hores, sembli presumptuós per una banda, però mai esdevingui vergonyós per l'altra, és gràcies a la feina confiada del director, malgrat tots els excessos. Des de la qualificació de la seva persona fins al repartiment adequat dels papers fins a l'organització de la trama, Christian Frosch no sols manté el control, sinó que també és capaç d'aconseguir sorpreses. La idea d'ajudar al músic avantguardista Blixa Cash a aconseguir el seu primer paper protagonista resulta ser un cop de sort."
Simone Mahrenholtz va comentar a Der Spiegel que la pel·lícula era "molt divertida i després muta en cinema splatter".
El veredicte de Cinema' va ser similar. Allà podeu llegir: "En el seu debut al llargmetratge, l'austríac Christian Frosch ens serveix una barreja d'humor negre, splatter i crítica social."

## Premis
- 1994: Diagonale: ^Premi Carl Mayer al millor guió, premi de patrocinador